# Explosión en Kollan
El 10 de abril de 2016 antes de las 03:30 IST (9 de abril a las 22:00 UTC) el Templo Puttingal, en Paravur (Kollam) experimentó una explosión y se incendió. Como resultado, 111 personas murieron y más de 350 resultaron heridas, incluyendo algunos con quemaduras graves. Los informes locales, y testigos, afirman que la explosión y el incendio fueron provocados por petardos que se estaban utilizando en una celebración. El templo no tenía permiso de las autoridades del Gobierno de Kerala para llevar a cabo un «espectáculo de fuegos artificiales competitivos». Alrededor de 15 000 peregrinos visitaban el templo en el marco de las celebraciones hindú locales, en el último día de una fiesta que dura siete días en conmemoración a la diosa Bhadrakali.
Es el segundo desastre de fuegos artificiales importante reportado en las noticias del sur de India en los últimos años, después de la explosión de la fábrica de Sivakasi, en el estado de Tamil Nadu, el 5 de septiembre de 2012. El santuario es administrado por un fideicomiso privado que representa la comunidad Ezhava.

## Fuego
El incendio tuvo lugar aproximadamente a las 03:30 IST (22:00 GMT), cuando se produjo una explosión en un alijo de cohetes almacenados en el templo para las próximas celebraciones de Vishu. Al parecer, la causa de la explosión fue un fuego artificial, conocido localmente como Amittu, que cayó en el alijo después de ser encendida durante las celebraciones de fuegos artificiales. la explosión causó el colapso del templo, que condujo a la mayor parte de las víctimas. La explosión fue sentida por las personas que viven más de un kilómetro de distancia de la templo.